# Enhoff István
Enhoff István (szk. Štefan Enhoff; Nyitra, 1891. július 3. - Pöstyén, 1962. január 11.) nyitrai és pöstyéni templom- és szobafestőmester, restaurátor.

## Élete
Szülei Ebenhöh (Enhof) János molnár és Gulyás Johanna voltak. Felesége 1913-tól Szklenár Veronika akit Galgócon vett feleségül.
A nyitrai Községi iparos- és kereskedőtanonc-iskolában tanult ki szobafestőnek, majd Budapesten tanult. Blicklingnél tanult, majd a pécsi világkiállításon dolgozott, később Budapesten és Bécsben folytatta tanulmányait. Előbb a nyitrai Juhari Károly (1871-1922) templomfestő cégénél dolgozott, a csehszlovák államfordulat után a nyitrai Díszítőfestők Társulatának alapító tagja, és Nógrádi Lajos iparművésszel együtt vezetője volt. 1920-ban önállósult. A pöstyéni Papp, Petrikovics és Enhoff templomfestőcég tagja volt. A "zsolnai" temetőben nyugszik Pöstyénben.
Gazdag szakkönyvtára volt. Számos templom kifestésében vett részt. Az Uránia Magyar Tudományos Társaság rendes tagja volt.